# Jezero (gmina Sokobanja)
Jezero (cyr. Језеро) – wieś w Serbii, w okręgu zajeczarskim, w gminie Sokobanja. W 2011 roku liczyła 255 mieszkańców.